# Egil Hovland
Egil Hovland (18. oktober 1924 i Råde, Norge - 5. februar 2013) var en norsk komponist. 
Hovland har komponeret 3 symfonier, orkesterværker, en koncert for trompet og strygere, og et norsk Te Deum. 
Han beherskede en bred kompositionsstil fra romantisk musik til tolvtone musik.
Han har komponeret melodien til 4 salmer, der i skrivende stund er i den danske salmebog.

## Udvalgte værker
- Symfoni nr. 1 "Symfoni Veris" (1952-1953) - for orkester
- Symfoni nr. 2 (1954-1955) - for orkester
- Symfoni nr. 3 (1970) - for fortæller, kor og orkester
- Violinkoncert (1974) - for violin og orkester